# Ludmila Seefried-Matějková
Ludmila Seefried-Matějková (* 13. listopadu 1938, Heřmanův Městec) je česká sochařka a malířka, která se provdala v Německu a od roku 1967 žila Berlíně, po roce 2015 žije v Mariánských Lázních.

## Život
Ludmila Matějková prožila dětství a válečná léta v Heřmanově Městci. Její otec František Matějka byl majitelem pily, matka Ludmila malovala, hrála na klavír a starala se o rodinu a velkou zahradu. Po únoru 1948 byl rodině vyvlastněn majetek a otec byl přeložen do 250 km vzdálených Karlových Varů, matka s dcerami byla šikanována. Tato traumata z doby dospívání se odrazila v díle Ludmily Seefried - Matějkové a prohloubila její citlivost k bezpráví. Později byla celá rodina nuceně přestěhována do Mariánských Lázní. 
V letech 1953 – 1956 studovala sochařství u Marie Uchytilové - Kučové na Střední výtvarné škole v Praze a studium ukončila maturitou. Z politických důvodů (buržoazní původ) nesměla studovat na vysokých školách a pracovala nejprve v Praze jako kameník, později v porcelánce v Duchcově. Poslední neúspěšný pokus o přijetí na vysokou školu podnikla v Bratislavě.
V roce 1959 se vrátila do Mariánských Lázní a učila dva roky výtvarnou výchovu na zdejší střední škole, další rok na střední škole v Chebu. Pak dostala nabídku Kulturního a společenského střediska v Mariánských Lázních, aby zde pracovala jako grafička. Aktivně se podílela na vzniku divadla malých forem Kruh. V období politického uvolnění v roce 1964 předložila svazové komisi své kresby a sochařské práce a byla přijata do SČVU. Naskytla se tak možnost ucházet se o zahraniční stipendium a dokončit svá studia na vysoké škole v zahraničí. 
V roce 1965 se jí narodila dcera Markéta, ale manželství se rozpadlo a skončilo rozvodem.
Roku 1967 získala stipendium ve třídě prof. Joe Henry Lonase na Hochschule für Bildende Künste v Západním Berlíně. Školu úspěšně absolvovala mistrovským kurzem (1972/73) a od roku 1973 pracovala jako akademická sochařka ve svobodném povolání. V Berlíně nalezla i životního partnera a rozhodla se usadit natrvalo v Německu, kde získala občanství.
Odmítla podrobit se tlaku, který na ni vyvíjela StB, a proto jí bylo opakovaně odmítáno povolení k návštěvě rodičů i v době, kdy byli nemocní a umírali. Její výstavy v Československu byly zakázány.
V roce 1987 se jí naskytla možnost zakoupit staré venkovské stavení v Itálii a vrátit se k sochařské práci v kameni a dřevu.
V devadesátých letech se angažovala jako sochařka ve výtvarných spolcích v Německu. Roku 1990 byla zakládající členkou "Künstlersonderbund - Realismus in Deutschland" v Berlíně, 1994 byla přijata do "Darmstädter Sezession", roku 1998 byla zakládající členkou internacionální umělecké společnosti "Pro Arte Vivendi" v Berlíně a o dva roky později její pobočky v Mariánských Lázních.
(Pro Arte Vivendi - úvod:

Cílem projektů společnosti je demonstrace a využití síly umění jako komunikačního prostředku a příspěvek ke sjednocení evropských národů. Výstavy a kulturní akce obou zemí mají za úkol představit veřejnosti současné umění jak české, tak německé. Významným činitelem jsou několikadenní setkání umělců, které podporují snahy v odbourání politických bariér. Projekty zaštítilo velvyslanectví České republiky v Berlíně a velvyslanectví Spolkové republiky Německa v Praze. Kromě toho jsou podporovány Česko-německým fondem budoucnosti a česko-německou parlamentární skupinou Německého parlamentu.)
Od ukončení studia (1973) vystavuje pravidelně v Německu a má zde několik realizací ve veřejném prostoru. V Čechách mohla poprvé vystavovat až roku 1992 (Brno, Praha, Mariánské Lázně, Chotěšov, Pardubice) a od té doby se sem pravidelně vracela. Od roku 2015 žije a pracuje v Mariánských Lázních. 
Její poslední retrospektivní výstava se uskutečnila v Topičově klubu v Praze roku 2013.

## Dílo
Matějková vystudovala figurální sochařství u Marie Uchytilové. Později modelovala ve volném čase své přátele v divadle malých forem Kruh v Mariánských Lázních. Během studií na vysoké škole v Berlíně (HfBK, prof. Joe Henry Lonas) měla možnost ověřit si výstavbu a nosnost abstraktní sochařské formy. Její sádrové polychromované sochy jsou stylizované figurální (Milenci, 1969) nebo zcela abstraktní biomorfní útvary (Vzestup a pád, 1969).

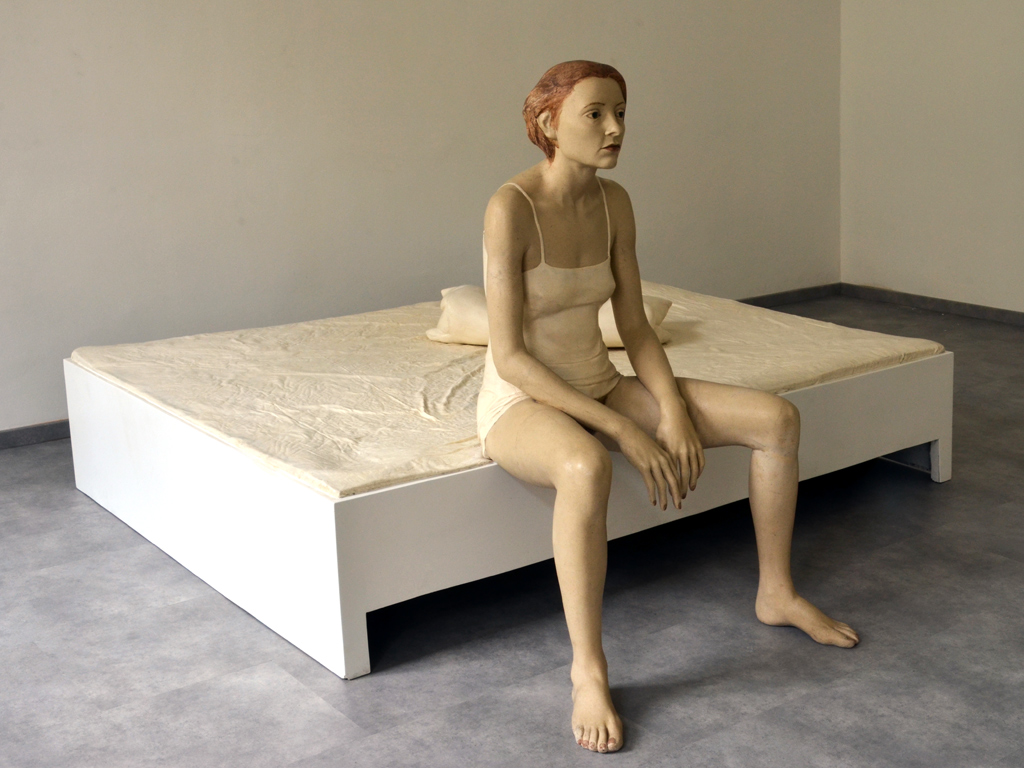
Na pokraji (1976-77), Museum Kampa

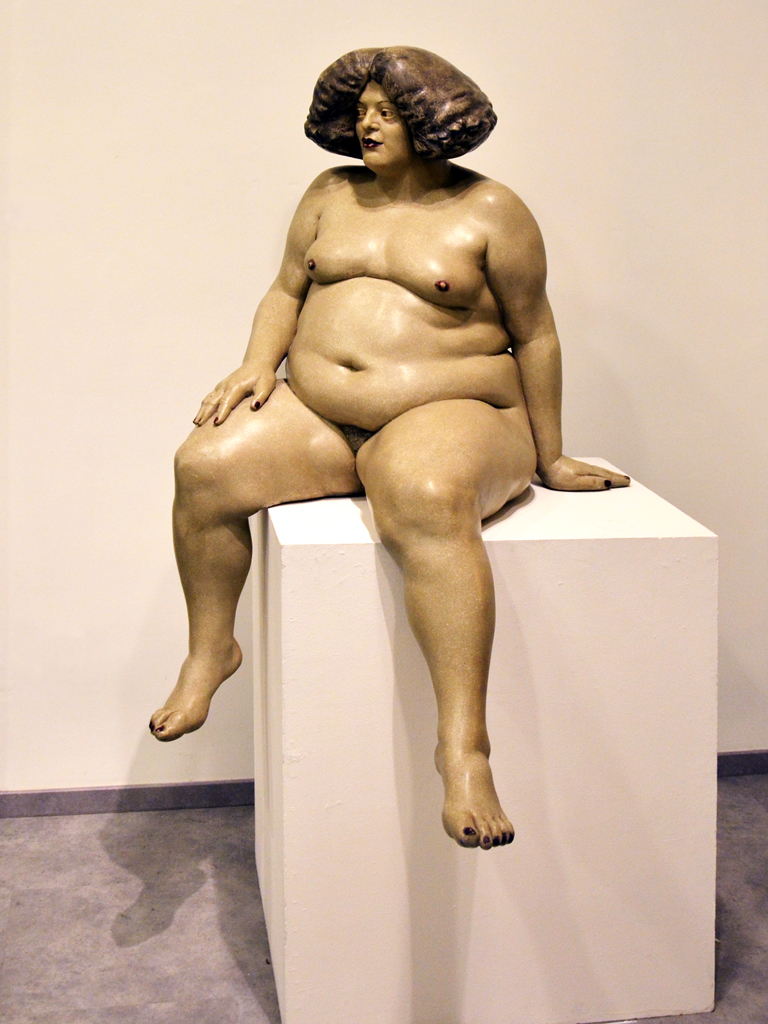
Hanna (1973)

Brzy si ale uvědomila limity sdělnosti abstraktních plastik a ještě koncem studia se vrátila k figuraci. Polyesterová hyperrealistická socha Hanna (1973) v životní velikosti předznamenává zralé období sochařské tvorby Ludmily Seefried-Matějkové. Účinek realistického ztvárnění je kromě polychromie často znásoben instalací sochy jako environmentu (Výkřik, 1975/76, Na pokraji, 1976/77, Před dveřmi, 1979/80). Od počátku 80. let se sochařka vrací ke klasickým sochařským materiálům a další plastiky tvoří v terakotové hlíně, bronzu, kameni a dřevě.
Její portréty zachycují lidské typy většinou vážné nebo zamyšlené (Žena z výstavy, 1996, Žena z kostela 1997). Sochařka často tvoří několik variant určité situace v polychromované hlíně s detailně propracovaným výrazem tváře (Objetí 1998), ale stejné téma provedené v bronzu je silně abstrahované a pracuje se symboly (Obětí 1989).

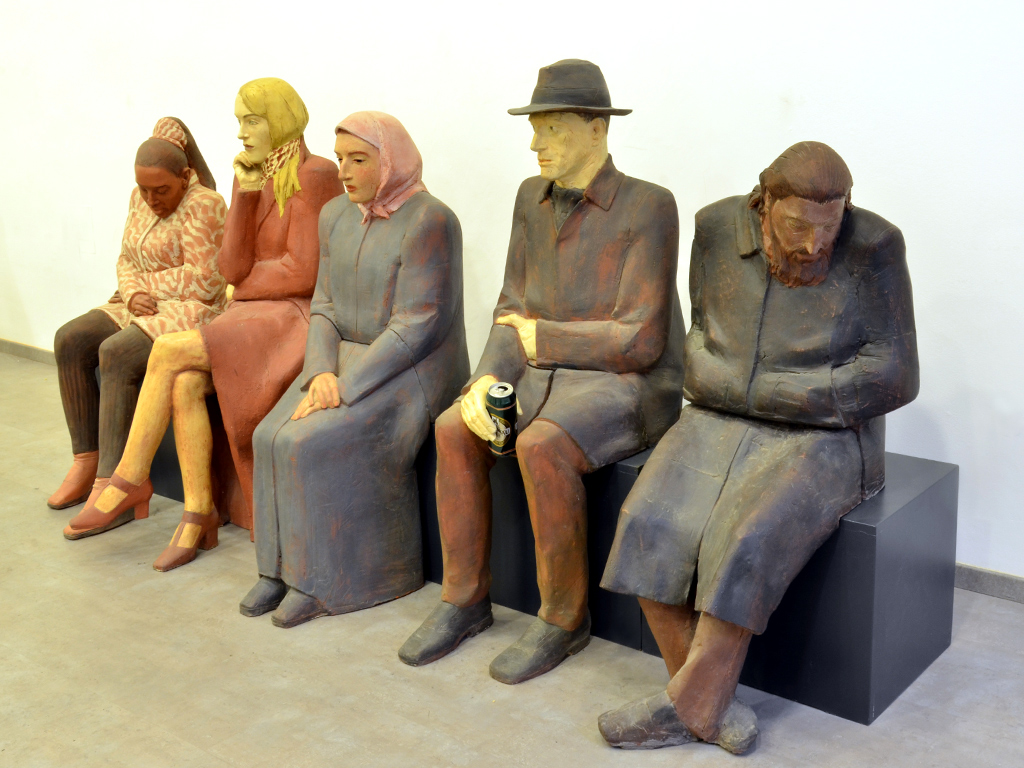
Metro (2001-02), Východočeská galerie v Pardubicích

Jako člověk, který přišel do zcela nového prostředí, vnímala velmi ostře lidské typy na okraji společnosti i společenské protiklady a tváře zaznamenávala v sérii rychle načrtnutých skic. Z náhodných setkání vznikly v polychromované terakotové hlíně četné studie lidských typů jako "volné portréty" (Chirurg, 1980, Turecká žena, 1983, Bursián, 1996, Bezdomovec, 1998).
Do její umělecké výpovědi se dodnes promítají projevy lidské zlovůle, které poznamenaly její dospívání (Homo homini lupus I, II, 1992/93), pracuje s expresivními symboly (Sémě nenávisti, 1993) a motivy přímého násilí a bolesti (Mučivé myšlenky, 1980, Potrat I-IV, 1980, Škrcení, 1985, Neslyšené výkřiky, 1993).
Mapuje svět lidské duše s jeho tichými dramaty, jako je vykořenění, sebetrýzeň, apatie, vyprázdnění, samota (Touha po návratu, 1996, Solitudine, 2004), nebo naopak stav hlubokých niterných prožitků jako je zpytování, sebeuvědomění a kontemplace (Meditace, 1980, 2012).

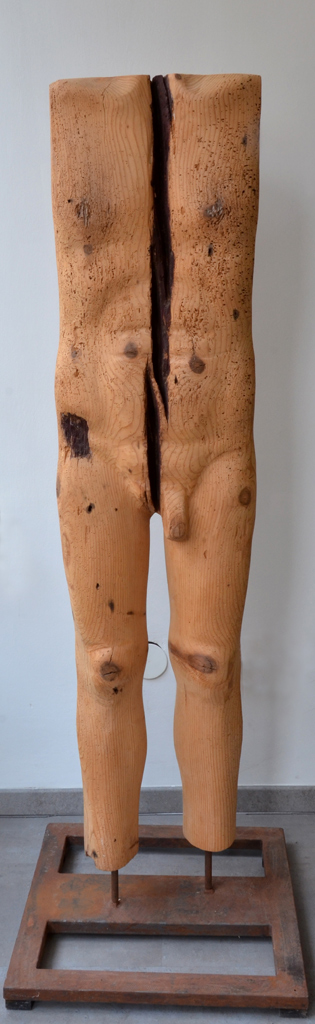
Job (2003)

Její sochy vycházející z běžné reality jsou transformovanými portréty často konkrétních lidí z autorčina života nebo z berlínských ulic (Berlínská zima, 1991, Žebračka, 1997, Metro, 2001-2). Každá má svůj příběh a osud, který umělkyně interpretuje vlastním výtvarným jazykem. Kriticky realistické ztvárnění tváří jiných lidí klade některé omezující limity, proto pro zcela svobodnou tvorbu často využívá autoportrét (Otcův klobouk, 1995).

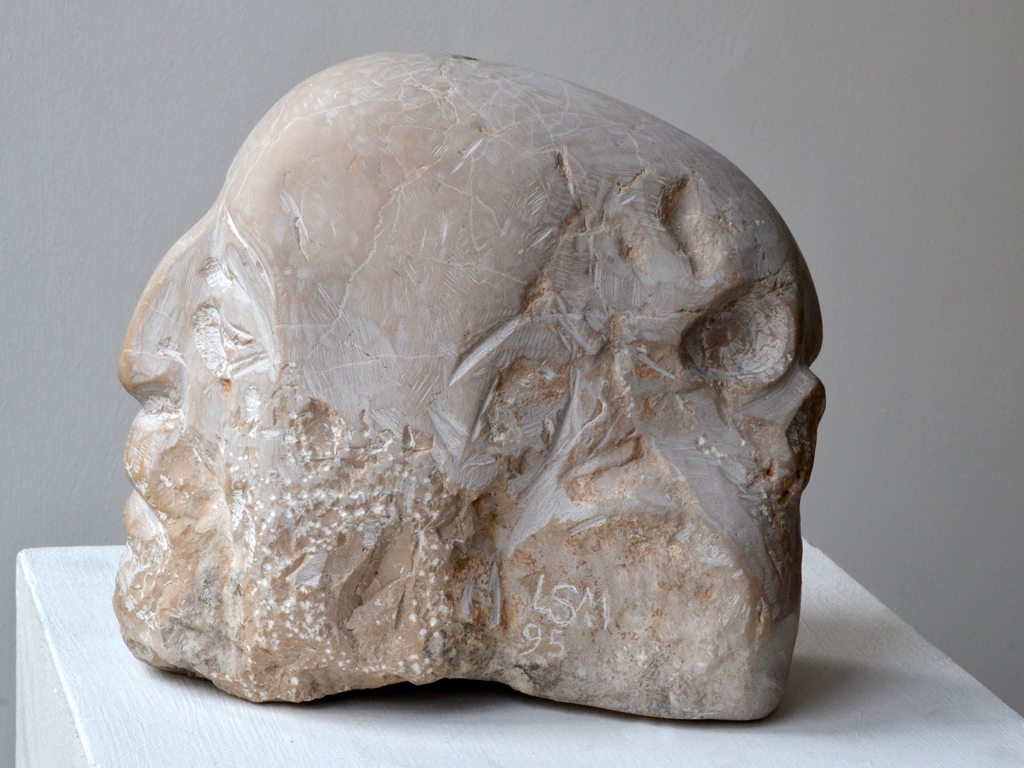
Memento mori (1995)

Jako významná představitelka realistického proudu, který má v německém sochařství silnou tradici, je Ludmila Seefried-Matějková úspěšná v soutěžích vypsaných na díla do veřejného prostoru. Poprvé zvítězila v soutěži a získala veřejnou zakázku již roku 1984 (soudní budova v Berlíně) a od té doby má na svém kontě dalších dvanáct realizací. Její nejrozsáhlejší sousoší do veřejného prostoru - Tanec na vulkánu, Berlín (1998), je metaforou vratkosti lidské civilizace. Pozorovateli může připomínat dobře známou katastrofu Titaniku, kde na palubě se ještě hraje a tančí, zatímco loď se potápí.

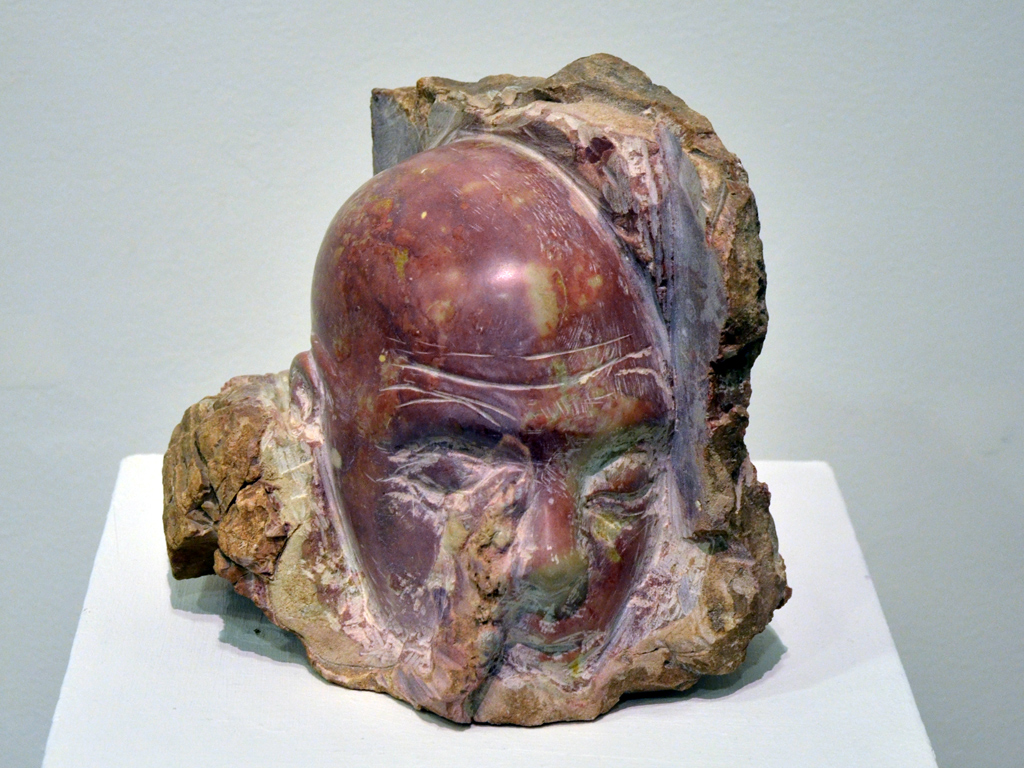
Zrození (1997)

V letním období obvykle pobývá v městečku Malcesine na břehu Lago di Garda a pracuje zde na kamenných a dřevěných plastikách. Jejich námětem jsou často biblická témata (Lot, 1995, Kristus, 2000, Job, 2003, Zmrtvýchvstání, 2008) nebo literární inspirace (Ophelia, 1997, Somnambul, 2013). Dvojité portréty vytesané v jediném kameni opakují motiv Proměny podle Franze Kafky (Proměna, 1990 (vápenec), 2000 (serpentin)), nebo jsou metaforickým zobrazením stárnutí (Doživotní, 1991, Memento mori (vápenec), 1995), Dne a Noci (1997). V kameni sochařka ztvárňuje složité kompozice postav (Propletení, 1997) nebo samotný proces objevování podoby lidské tváře zahalené tajemstvím (Zrození, červený mramor, 1997).
Samostatnou část díla Ludmily Seefried-Matějkové tvoří její kresby - od situací rychle načrtnutých tužkou na ulici, v hospodě nebo doma až po dokonalé portrétní studie lidských typů malované pastelem, uhlem nebo tuší.

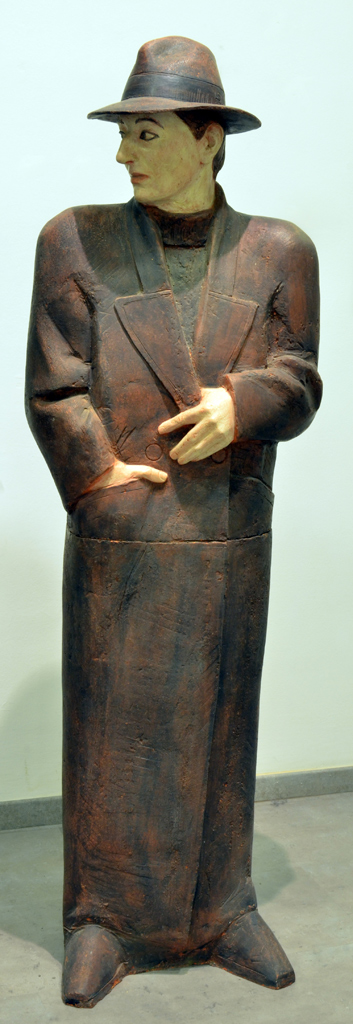
Otcův klobouk (1995)
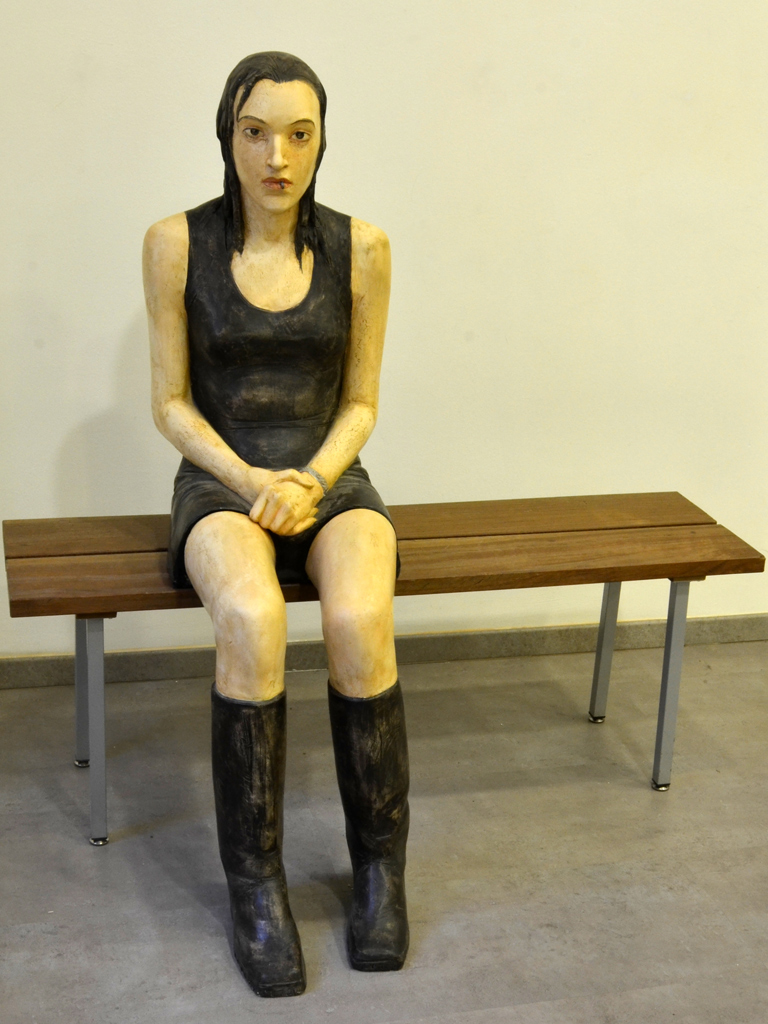
Solitudine (2004)
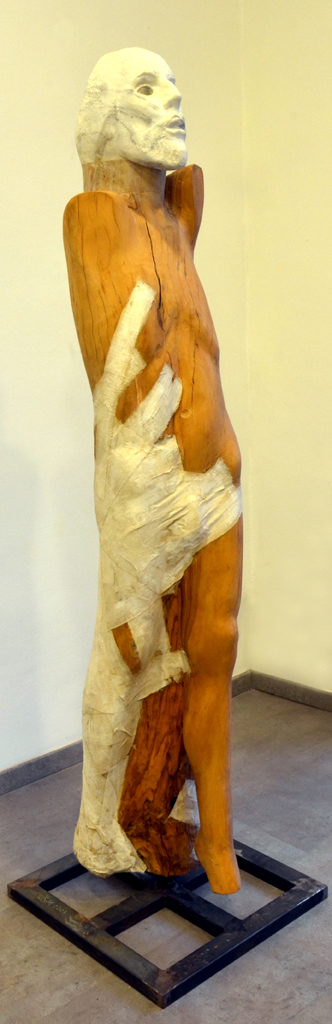
Zmrtvýchvstání (2008)
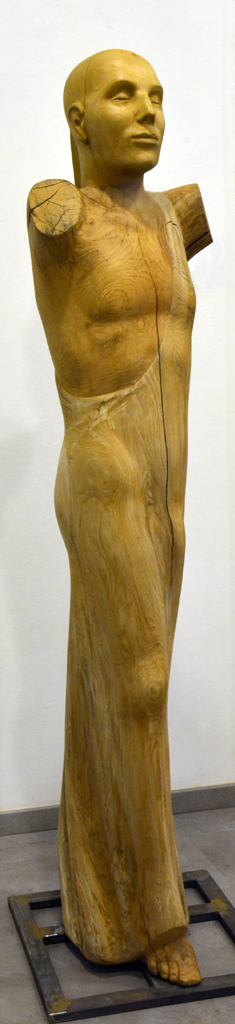
Somnambul(2013)

### Zastoupení ve sbírkách
- Berlinische Galerie, Berlin
- Kommunale Galerie, Berlin
- Nicholas Treadwell Gallery, London
- Museum Kampa
- Východočeská galerie v Pardubicích
- Stálá expozice Klášter Chotěšov[5]

### Účast v soutěžích a realizace

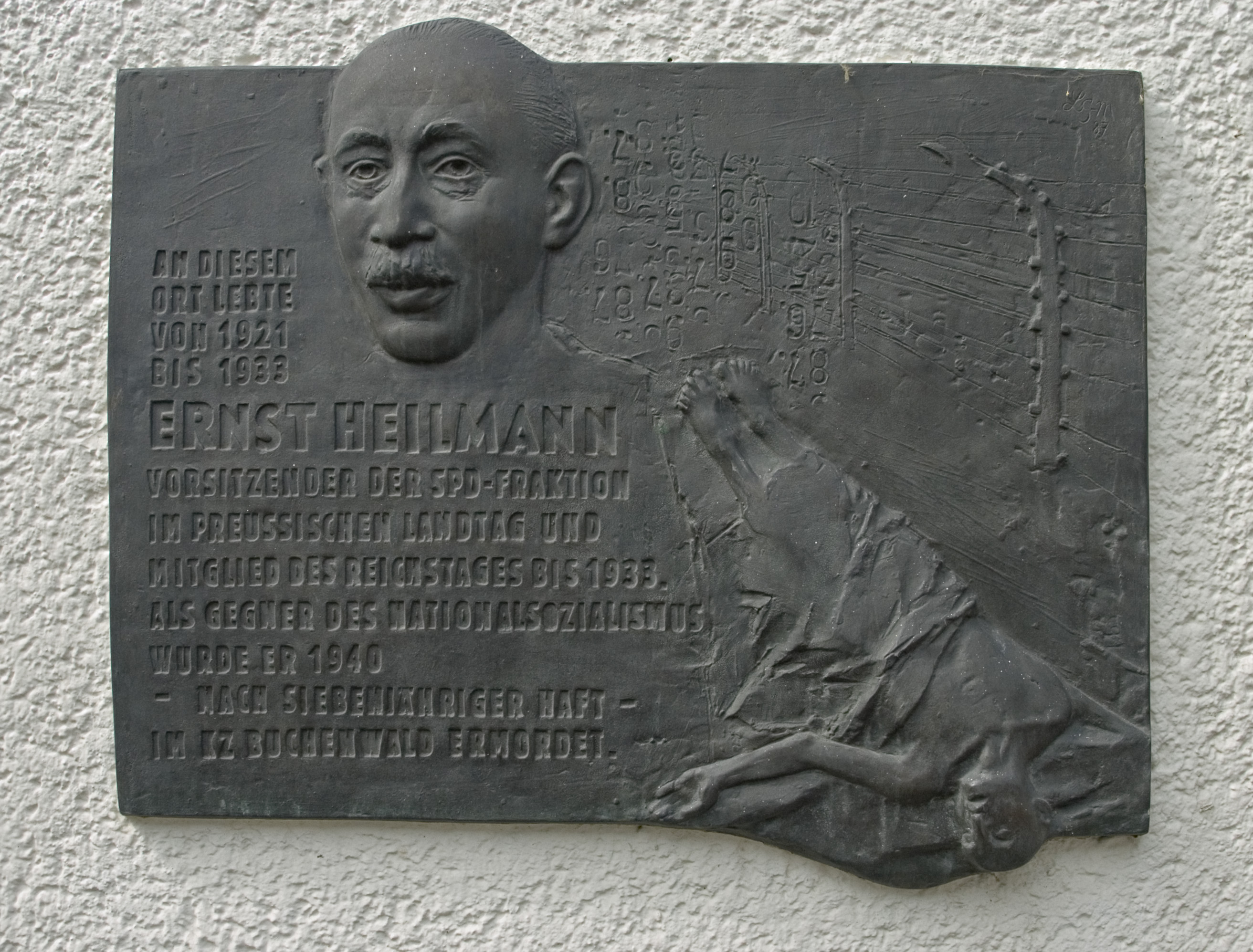
Ernst Heilmann Gedenktafel Brachvogelstraße 5

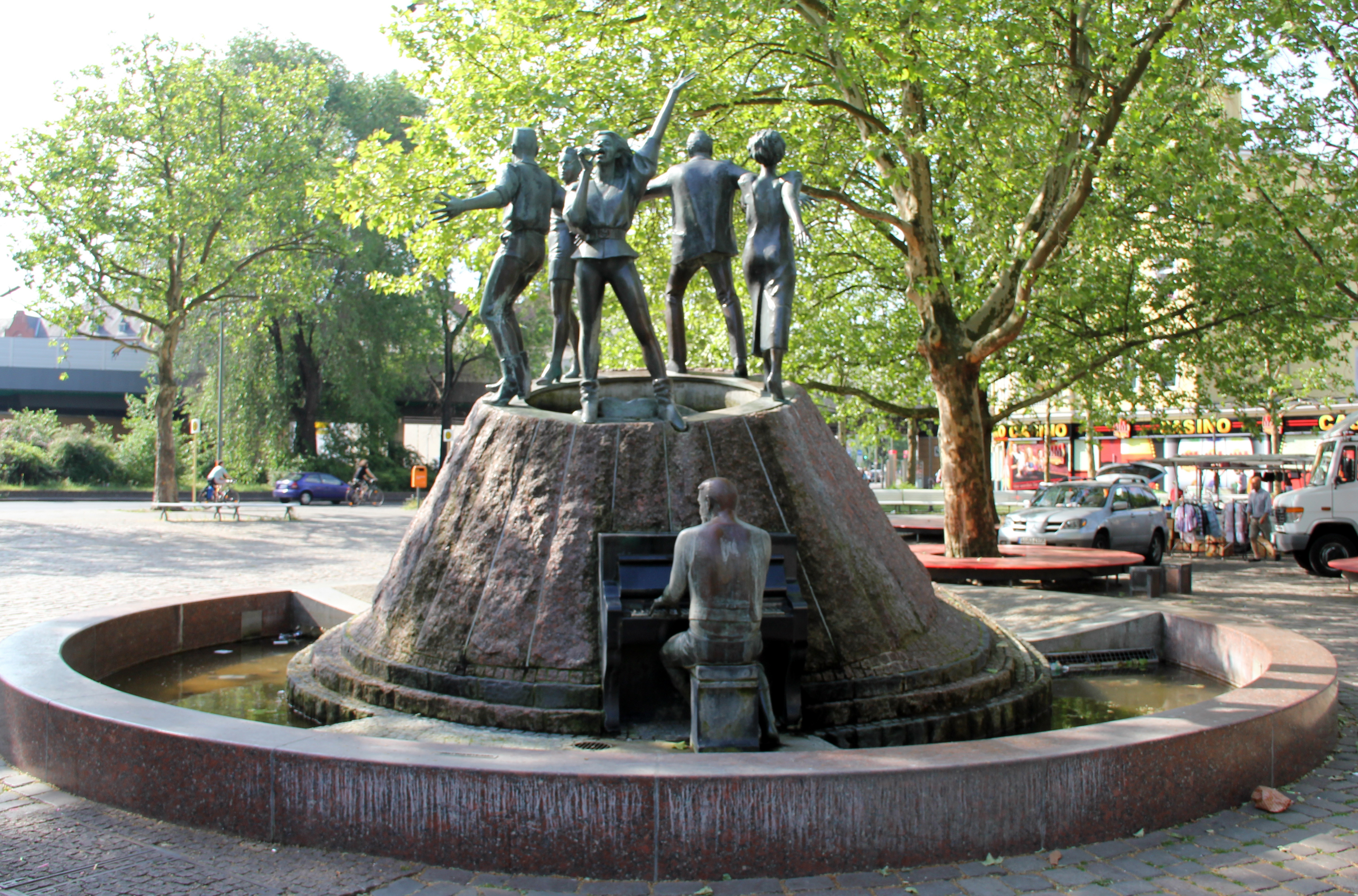
Brunnen Nettelbeckplatz (Wedd) Tanz auf dem Vulkan

- 1964 Hráč na foukaci harmoniku, Mariánské Lázně, (3. cena v národní soutěži)
- 1984 Justice, Kriminální soud – Moabit, Berlín
- 1985 Doppelgängeradmiral, Admiralstrasse, Berlin-Kreuzberg
- 1985 Ernst Heilmann, pamětní deska obětem fašismu, Berlin-Kreuzberg
- 1987 Čtyři roční období, relief na sloupu pro základní školu, Berlin-Kreuzberg
- 1988 Carl von Ossietzky, památník, Berlin-Kreuzberg
- 1988 Tanec na vulkánu, fontána, Berlin -Wedding
- 1988 Stroj- policie, vstupní hala policejního okrsku 2, Berlin-Spandau
- 1989 Hlava fontány, dvůr Pracovního úřadu, Kiel
- 1991 Reliéf pro fasádu požární stanice, Berlin- Zehlendorf
- 1993 Theodor Lessing, pamětní deska, Mariánské Lázně
- 1993 Modlitba / Gebet, socha ve skále, Malcesine-Le vigne
- 2002 Archanděl Michael , reliéf pro kapli San Michele, Malcesine

### Výstavy (výběr)

#### Autorské
- 1964/68 Mariánské Lázně

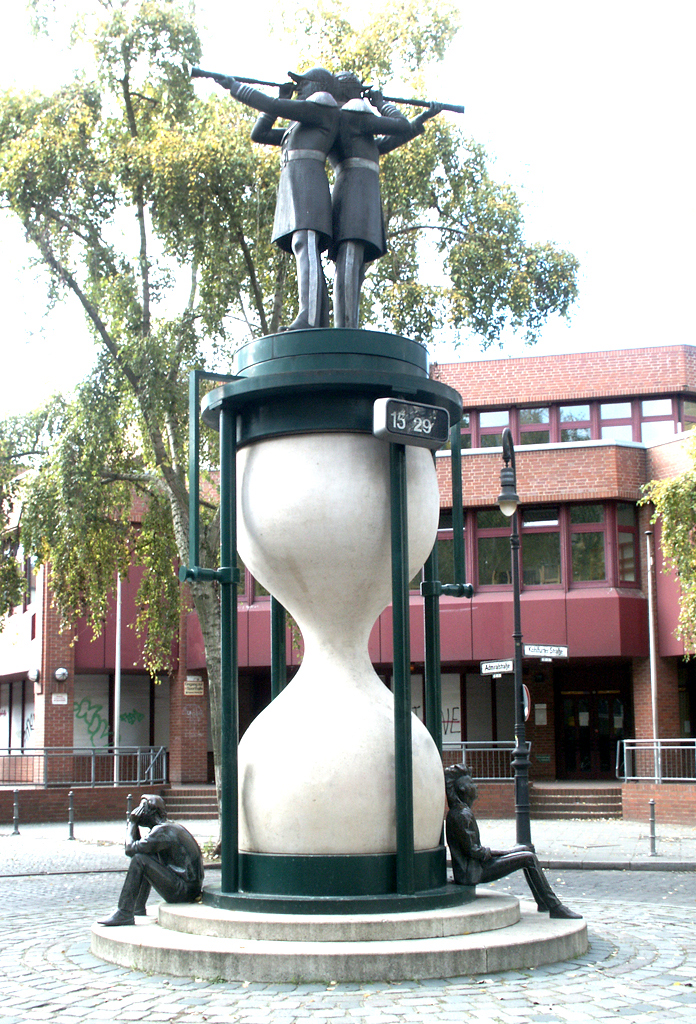
Dvojník admirála

- 1981 Künstler des Monats, Kommunale Galerie, Berlín
- 1987 Haus am Lützowplatz , Berlín
- 1989 Städtische Galerie, Schloß Oberhausen, (se Sarah Haffner, Maina M. Munsky)
- 1992 Dědictví a budoucnost / Erbe und Zukunft, Stará radnice, Brno
- 1992 Dědictví a budoucnost / Erbe und Zukunft, Mánes, Praha, Kolonády, Mariánské Lázně
- 1996 Palazzo dei Capitani, Malcesine
- 1998 Galerie Rutzmoser, München, Západočeské divadlo, Cheb
- 1998 Mezi dvěma světy / Zwischen Zwei Welten, Kommunalen Galerie, Berlin
- 2000 Galerie Aeras, Herrnhut, Kulturní dům, Čáslav, Malé divadlo, Liberec
- 2001 Theaterei im Schloß, Erbach, anglikánská kaple, Mariánské Lázně
- 2002 Galerie Rutzmoser, München, Třebíč (zámek)
- 2003 Univerzita Palackého v Olomouci, Náměšť na Hané (zámek)
- 2004 Slovácké muzeum Uherské Hradiště, Univerzita Heidelberg, Malcesine
- 2005 Diecézní muzeum Plzeň
- 2005 Skulpturen und Zeichnungen L. S-M, Skulpturenforum Isernhagen
- 2007 Menschenbilder - Skulpturen und Zeichnungen, Berlín-Tempelhof
- 2011 Mezi dvěma světy, (se Zuzanou Richter-fotografie), České centrum, Praha
- 2013 Na pokraji, Topičův salon, Praha
- 2016 Stálá sochařská expozice, Klášter Chotěšov
- 2017 Mezi dvěma světy – sochy a kresby, koncertní a výstavní síň Sokolov
- 2017 Mezi dvěma světy – sochy a kresby, Galerie města Pardubic

#### Společné
- 1973 Výstava studentů HfBk, Haus am Kleistpark, Berlin
- 1974 Jahresausstellung des Deutschen Künstlerbundes, Mainz
- 1977 Künstlerinnen International 1877-1977, Frankfurt am Main, Berlin
- 1978 The Seventies meet the Twenties-Ugly realism, Londýn
- 1980 Neue Darmstädter Secession, Darmstadt
- 1981 Große Kunstausstellung München, Haus der Kunst, München
- 1983 Bildhauersymposium St.Margareten, Burgenland
- 1984 Women's art at womensworld, Nicholas Treadwell Gallery, Denne Hill, Kent
- 1988 Berlineer Künstlerinnen, Narni, Itálie
- 1988 Berliner Künstler, Rahaus Odense
- 1993 Realismus Triennale, Martin-Gropius-Bau, Berlin
- 1993 Současné sochařství, Mánes, Praha
- 1994 7 Berliner Realisten, Schloß Wendhausen
- 1997 Ich bin ein Berliner, Mattäuskirche, Berlin
- 1999/2005 Bautzener Salon, Neue Darmstädter Secession, Darmstadt
- 1999 Galerie am Palais, Potsdam, Salon d'automne, Paříž
- 2000 6 Berliner Realisten im Schloß Wendhausen
- 2001/04 Künstlersonderbund in Deutschland, Kommunalen Galerie, Berlin
- 2002/03 United Buddy Bears - Pariser Platz, Berlin
- 2002 Parlamentsgalerie im Reichstag, Budova Říšského sněmu v Berlíně
- 2005 12 positionen von Künstlern der Darmstädter Sezession, Graz
- 2006/7 Dialog generací Berlín - Praha, Galerie Diamant, Praha, Kommunalen Galerie, Berlin - Wilmersdorf
- 2008 Realismus von 1968 - 2008, Skulpturenforum Isernhagen
- 2009 Tschechische Kunst gestern und heute, (Otto Gutfreund, Ludmila Seefried Matějková, Rudolf Valenta, Zuzana Richter), Berlín
- 2010 20 Jahre Künstlersonderbund in Deutschland, Berlin-Wedding
- 2011, 2012, 2013, 2014 Nord Art, Kunstwerk Carlshütte, Büdelsdorf
- 2014 WOW! Linz, Rakousko
- 2014 Municipal Waste, Vilma Gold Gallery, Londýn
- 2018 Nové akvizice - Východočeská galerie v Pardubicích